# Medicago virescens
Medicago virescens är en ärtväxtart som beskrevs av Aleksandr Alfonsovitj Grossgejm. Medicago virescens ingår i släktet luserner, och familjen ärtväxter. Inga underarter finns listade i Catalogue of Life.